# Edaravon
Edaravon (Radicut) je neuroprotektivni lek koji pomaže u neurološkom oporavku nakon akutne ishemije mozga i naknadne cerebralne infarkcije. On deluje kao potentan antioksidans i jak sakupljaš slobodnih radikala, koji štiti od oksidativnog stresa i neuronalne apoptoze. On je u prodaji u Japanu (od 2001) i u Indiji.
Edaravon umanjuje dejstvo metamfetamina i  indukovanu dopaminergičku neurotoksičnost u strijatumu i substantia nigra, a nema efekta na metamfetaminom indukovano otpuštanje dopamina ili hipertermiju. On takođe štiti protiv MPTP-posredovane dopaminergičke neurotoksičnosti u substantia nigra, mada ne i u strijatumu.

## Literatura
- Doherty, Annette M. (2002). Annual Reports in Medicinal Chemistry, Volume 37 (Annual Reports in Medicinal Chemistry). Boston: Academic Press. ISBN 978-0-12-040537-4.

## Spoljašnje veze
|  | Molimo Vas, obratite pažnju na važno upozorenje u vezi sa temama iz oblasti medicine (zdravlja). |